# Gears
Gears，原稱Google Gears，是一款Google开发的軟體，讓使用者可以离线浏览。這套軟體透過以浏览器扩展的方式添加JavaScript API使得浏览器的脚本能够访问本地的SQLite缓存数据库。所以網頁是透過暫存區取得的，而不是從實際的網路上取得。而且，Web相關的程式可以週期性的透过Gears将本地暫存的資料與网络上的資料做同步。如果網路暫時無法使用，這個同步過程將會延後，直到網路恢復為止。因此，Gears的Web相關应用并不是即時的。
由于HTML5能做到的同样的事情，Google已经放弃為Gears增加新功能。並且於2011年底前撤出Google產品線而不再發行。

## 组件
Google Gears有几个主要的API组件：
- 一个本地服务器，用来存储和读取离线程序资源（包括HTML, JavaScript, images等）。[3]
- 一个小型数据库（以SQLite构建），用来储存本地数据。[4]
- 一个工作池，用来让开发者将本地数据与服务器端后台同步。[5]
- 一个桌面模型可使网络程序的操作贴近桌面程序，支持建立快捷方式和鼠标拖放文件。[6]
- 一个地理定位模型，能够让网络程序侦测到目前用户的地理位置。[7]

## 版本历史
| 版本 | 发布日期       | 描述                                                                                             |
| ---- | -------------- | ------------------------------------------------------------------------------------------------ |
| 0.1  | 2007年5月31日  | 最初版本。                                                                                       |
| 0.2  | 2008年2月22日  |                                                                                                  |
| -    | 2008年5月28日  | 开源，项目名称改为Gears。                                                                        |
| 0.3  | 2008年6月11日  | 增加添加桌面图标的功能，支援Firefox 3。                                                          |
| 0.4  | 2008年8月22日  | 地理定位API / Event handling for upload / download transfer progress, 40种语言的本地化           |
| 0.5  | 2008年11月24日 | 升级了SQLite数据库，能够从WiFi信号获得地理定位, Improved API to manage data blobs on LocalServer |

## 支援
有相当数量的网络程序使用了Gears，这些程序来自于许多公司，包括Google（Google日历、Google文件、GMail、Picasa网络相册、Google阅读器、YouTube）、MySpace（邮件搜索）、Zoho（Mail、Writer）、Remember The Milk、以及Buxfer
、QQ空间。
WordPress支援Gears，以用来加速管理界面操作速度，减轻服务器点击负担。
通过使用一个Google Gears工程师编写的Greasemonkey脚本，可以离线浏览英语维基百科。
Gears能够在Windows XP或以上的IE 6或以上，Windows Mobile的IE 4.01或以上，带觸控式螢幕的Windows Mobile 6或以上的Opera Mobile 9.51或以上，Mac OS X 10.4.11以上或Mac OS X 10.5.3以上的Safari 3.1.1或以上，Google Chrome，Android以及任何平台的Mozilla Firefox 1.5或以上版本浏览器使用。.
2008年5月29日，Opera ASA宣布新版本的Opera和Opera Mobile 9.5将能支援Gears，这种支援不依赖于Google提供的软件，因而也不与之完全兼容。
Gears on Rails框架支持Gears接口，提供一种Ruby形式的Google Gears API。